# جيوفاني سيلفا سانتوس
جيوفاني سيلفا سانتوس المعروف بلقب جيفا (ولد في 22 فبراير 1999 في مينيروس، البرازيل) لاعب كرة قدم برازيلي يجيد اللعب في مركز الوسط المدافع وأيضا قلب الدفاع. يلعب حاليا لصالح الأهلي في الدوري البحريني الممتاز منذ 2023.

## المسيرة الرياضية

### الأندية
في 21 سبتمبر 2023 انتقل ويلينغتون من أفاي إلى الأهلي البحريني في صفقة انتقال حر.

## الألقاب والإنجازات
- الأهلي
  - كأس ملك البحرين (1): 2024[3]